# 瓦基兴
瓦基兴是德国巴伐利亚州的一个市镇。总面积42.31平方公里，总人口5528人，其中男性2714人，女性2814人（2011年12月31日），人口密度131人/平方公里。